# François Garnavault
François Garnavault est un pilote français de char à voile, de catégorie classe Standart.

## Palmarès

### Championnats du monde
Médaille d'or championnat du Monde 2012 Cherrueix (France)
- Médaille de bronze en 2010, à La Panne,  Belgique
- Médaille de bronze en 2008, à Rada Tilly,  Argentine
- Médaille de bronze en 2006, Le Touquet,  France

### Championnats d'Europe
- Médaille de bronze en 2009, à Sankt Peter-Ording,  Allemagne
- Médaille d'or en en 2007, à Liverpool,  Royaume-Uni

### Championnats de France
2006-2007-2008-2009-2011